# Sầm Nghi Đống
Sầm Nghi Đống (giản thể: 岑宜栋; phồn thể: 岑宜棟) là một tướng của nhà Thanh, người đã bị quân Tây Sơn đánh bại và thắt cổ tự tử ở núi Loa, Khương Thượng gần thành Thăng Long.

## Thân thế
Sầm Nghi Đống là một lãnh chúa ở Điền Châu, thuộc gia tộc họ Sầm dân tộc Choang, vốn được nhà Minh giao làm Tri ở Điền Châu, được kế tục theo kiểu cha truyền con nối, từ thời Sầm Bá Nghi (1368). Trước khi sang xâm lược Đại Việt, Sầm Nghi Đống làm tri châu Điền Châu ở Quảng Tây, hàm ngũ phẩm.

## Tham gia xâm lược Đại Việt
Theo lời cầu viện của Lê Chiêu Thống, vua Thanh là Càn Long phái Tổng đốc Lưỡng Quảng là Tôn Sĩ Nghị thống lĩnh đội quân dưới danh nghĩa phù Lê để hộ tổng Lê Chiêu Thống về Thăng Long, nhưng thực chất là để xâm lược Đại Việt.
Cuối tháng 10 âm lịch năm 1788, quân Thanh chia làm ba mũi tiến vào Việt Nam. Một mũi quân trong đó là quân Điền Châu của Sầm Nghi Đống tiến vào qua ngả Cao Bằng. Hai mũi khác là từ Vân Nam qua Tuyên Quang và từ Quảng Tây qua Lạng Sơn. Sau khi chiếm được thành Thăng Long, cánh quân Điền Châu của Sầm Nghi Đống được Tôn Sĩ Nghị giao trấn giữ đồn Khương Thượng, ở phía Tây Nam ngoài thành Thăng Long, tại khu vực quận Đống Đa của Hà Nội ngày nay.
Ngày mùng 4 tháng Giêng năm Kỷ Dậu (ngày 29 tháng 1 năm 1789 dương lịch), tướng chỉ huy đồn Ngọc Hồi là Hứa Thế Hanh đã cấp báo cho Tôn Sĩ Nghị về việc đồn Hà Hồi (cách Thăng Long khoảng 20 km) bị thất thủ, và quân Tây Sơn do đích thân Quang Trung chỉ huy đang tiến đánh đồn Ngọc Hồi. Tôn Sĩ Nghị phải gấp rút điều quân tăng viện cho đồn Ngọc Hồi, đồng thời sai 20 kỵ binh phải liên tục truyền tin cập nhật tình hình của đồn Ngọc Hồi về bản doanh của Tôn Sĩ Nghị đóng tại Thăng Long. Quân Thanh tập trung lo phòng thủ đồn Ngọc Hồi ở phía Nam thành Thăng Long mà không tính đến việc bị tấn công tại đồn Khương Thượng ở phía Tây Nam thành Thăng Long. Trong khi đó, quân Tây Sơn bên ngoài đồn Ngọc Hồi theo lệnh Quang Trung chỉ phô trương thanh thế cả ngày mùng 4 mà chưa tấn công.
Đêm mùng 4 rạng ngày mùng 5 Tháng Giêng năm Kỷ Dậu (ngày 30 tháng 1 năm 1789 dương lịch), đồn Khương Thượng-Đống Đa do Sầm Nghi Đống trấn giữ bất ngờ bị tấn công bởi đạo quân nhà Tây Sơn do đô đốc Đặng Tiến Đông chỉ huy. Theo Thánh vũ ký của Nguỵ Nguyên thời nhà Thanh, Quân Tây Sơn dùng súng đặt trên lưng voi chiến bắn vào đồn Khương Thượng khiến quân Thanh trong đồn chết rất nhiều. Sầm Nghi Đống thấy không giữ được đồn nên đã thắt cổ tự tử trên đài chỉ huy.
Theo một số tài liệu mới mà giới nghiên cứu đưa ra gần đây, thì Sầm Nghi Đống không tự vẫn ngay, mà cố thủ chờ cứu viện của Tôn Sĩ Nghị, nhưng chờ mãi không thấy quân ứng cứu, Sầm mới tuyệt vọng và thắt cổ tự sát.

## Miếu thờ
Sau chiến tranh, để thúc đẩy bình thường hóa quan hệ ngoại giao với nhà Thanh, vua Quang Trung đã cho mang xác Sầm Nghi Đống trả cho nhà Thanh đưa về Trung Quốc chôn cất và còn cho phép Hoa Kiều xây đền thờ Sầm Nghi Đống ở khu vực ngõ Sầm Công, ngày nay là ngõ Đào Duy Từ trên phố Đào Duy Từ, Hà Nội. Nữ sỹ Hồ Xuân Hương đã từng đến đền và làm bài vịnh thơ Nôm Miếu Sầm thái thú hay còn có tên gọi Đề đền Sầm Nghi Đống với hàm ý mỉa mai:
Ghé mắt trông ngang thấy bảng treo, 
Kìa đền Thái thú đứng cheo leo.
Ví đây đổi phận làm trai được, 

Thì sự anh hùng há bấy nhiêu?

## Trong văn hoá đại chúng
| Năm  | Tác phẩm         | Diễn viên |
| 2010 | Tây Sơn hào kiệt | Tuấn Tú   |